# Моссаковский, Владимир Иванович
Владимир Иванович Моссаковский (укр. Володимир Іванович Моссаковський; 27 августа 1919, Мелитополь — 13 июля 2006, Днепропетровск, Украина) — советский украинский учёный-механик, ректор Днепропетровского государственного университета (1964—1986), академик Академии наук Украинской ССР, Украинская ССР. Герой Социалистического Труда (1982). Депутат Верховного Совета УССР 9 и 10 созывов. Лауреат Государственной премии СССР (1970) и премии Совета министров СССР (1981). Доктор физико-математических наук. Действительный член Академии наук Украинской ССР (1972) и Национальной академии Украины. Заслуженный деятель науки УССР.

## Биография
Родился 27 августа 1919 года в семье служащих в городе Мелитополь. Окончив в 1939 году среднюю школу № 38 в Днепропетровске, поступил на учёбу на физический факультет Днепропетровского государственного университета. Осенью этого же года был призван в Красную Армию на срочную службу. После окончания полковой школы до мая 1942 года служил на различных должностях младшего командного состава в 339-м зенитно-артиллерийском полку в окрестностях города Баку. С мая 1942 года — помощник командира взвода управления 419-го отдельного зенитно-артиллерийского полка в Майкопе и Батуми, затем — командир отделения 11-го пушечно-артиллерийского полка на станции Акстафа в Азербайджанской ССР.
С ноября 1942 по январь 1944 года обучался в школе артиллерийской инструментальной разведки Закавказского фронта по специальности звукометрист, по окончании которой был направлен в состав 157-й армейской пушечно-артиллерийской бригады. С мая 1944 года воевал командиром отделения дешифровальщиков в 1-й звуковой батареи дивизиона артиллерийской инструментальной разведки 157-й Барановичской армейской пушечно-артиллерийской бригады. Воевал в составе войск 1-го и 3-го Белорусского и позднее — 1-го Украинского фронтов.
В декабре 1945 года демобилизовался и продолжил обучение на физическом факультете Днепропетровского государственного университета, который окончил в 1950 году по специальности «механика». В 1952 году защитил кандидатскую диссертацию во Львовском университете, после чего работал в Днепропетровском университете Аспирант, ассистентом, исполняющим обязанности доцента кафедры аэромеханики и теории упругости. С 1953 года — заведующий кафедрой аэромеханики и теории упругости Днепропетровского государственного университета.
В 1959 году вступил в КПСС.
С 1959—1961 год — декан физико-механического факультета Днепропетровского государственного университета. Был организатором и научным руководителем Проблемной научно-исследовательской лаборатории прочности и надежности конструкций Днепропетровского государственного университета. С 1964 по 1986 год — ректор этого же университета.
С 1967 года — член-корреспондент Академии наук Украинской ССР и с 1972 года — действительный член Академии наук Украинской ССР. Занимался научными исследованиями в теории упругости, прочности и устойчивости тонкостенных конструкций и механика сплошной среды.
В 1982 году удостоен звания Героя Социалистического Труда «за фундаментальные разработки в области механики деформируемого твёрдого тела и подготовку высококвалифицированных специалистов».
Автор более 270 научных работ, двух учебных пособий, семи монографий, в том числе «Контактные задачи математической упругости» (1985), «Контактные взаимодействия элементов оболочечных конструкций» (1988), «Прочность ракетных конструкций» (1990).
С 1986 года работал заведующим кафедрой прикладной теории упругости ДГУ. После выхода на пенсию проживал в Днепропетровске, где скончался в 2006 году. Похоронен на Запорожском кладбище Днепра.

## Память
- Именем Владимира Моссаковского названа одна из улиц в Днепре (бывшая Клары Цеткин).

## Награды
- Герой Социалистического Труда — указом Президиума Верховного Совета СССР от 5 августа 1982 года
- Орден Ленина — дважды (15.03.1976; 5.08.1982)
- Орден Красной Звезды (1945)
- Орден Трудового Красного Знамени — дважды (14.01.1967; 23.07.1969)
- Орден «Знак Почёта» (17.06.1961)
- Орден Отечественной войны II степени (11.03.1985)
- Орден Ярослава Мудрого V степени (2.12.1998)[2]
- Орден «За мужество»
- Медаль «За боевые заслуги»
- Почётный гражданин Днепропетровска (1999)